# ПТР Владимирова
В середине 1939 года на полигоне НИПСВО проводились испытания противотанковых ружей только калибра 14,5 мм (еще до официального утверждения этого патрона), разработанных Рукавишниковым, Шпитальным и Владимировым в соответствии с новыми требованиями (при высоких служебно-эксплуатационных качествах ПТР должно было поражать 20-мм броню легких танков на дистанциях до 500 м при угле встречи 30°, при этом ружье должно иметь малую массу, хорошую маневренность и легко маскироваться).
Владимиров представил противотанковое ружье, конструктивно аналогичное разработанному им ранее ружью калибра 12,7 мм. Его автоматика работала по принципу отдачи ствола при длинном ходе (330 мм). Под воздействием отдачи ствол вместе с вращающимся поршневым затвором откатывались в заднее положение, где затвор становился на шептало, а ствол под действием своей пружины возвращался в исходное положение. При этом из него извлекалась стреляная гильза, отражавшаяся вниз. При нажатии на спусковой крючок затвор под действием возвратной пружины перемещался вперед, извлекая очередной патрон из магазина и досылая его в патронник ствола. В переднем положении происходило запирание канала ствола поворотом боевой личинки затвора и разбитие капсюля патрона. Ружье имело постоянный пятизарядный магазин, расположенный наклонно справа. Ружье снаряжалось обоймой с пятью патронами, которые вставлялись в магазин со стороны стрелка. Механические прицельные приспособления отсутствовали. Прицельная стрельба велась с оптическим прицелом. Масса ПТР Владимирова образца 1939 года составляла 21 кг при общей длине 2000 мм. Оно разбиралось на две части массой 8,55 и 9,5 кг и могло переноситься бойцами в любых условиях. Скорострельность достигала 15 выстрелов в минуту.